# TUM AeroCarga
TUM Aerocarga (precedentemente chiamata MCS Aerocarga) è una compagnia aerea cargo messicana di proprietà di MCS Holding Cargo Services e Grupo TUM.

## Storia
MCS Aerocarga è nata nel 2015 attraverso la partecipazione congiunta tra MCS Holding Cargo Services e Grupo TUM, le cui operazioni erano basate presso l'aeroporto Internazionale di Città del Messico, al fine di generare un regolare servizio di trasporto aereo di merci sfruttando la rete logistica di entrambe le società. In precedenza, MCS Holding Cargo Services operava voli cargo attraverso altre compagnie aeree come Volaris e Lufthansa. Tuttavia, l'eccesso di bagagli e il ritardo o la cancellazione di voli commerciali passeggeri hanno reso difficile il trasporto di merci espresse; di conseguenza, in associazione con Grupo TUM e il suo stretto rapporto con FedEx, ha iniziato la creazione di una compagnia aerea cargo, che è entrata in servizio con un Bombardier CRJ100 nel luglio 2015.
La compagnia ha acquisito altri due Bombardier CRJ100 nel corso del 2015 e un CRJ200 nel 2017. A gennaio 2018 ha cambiato nome in TUM AeroCarga e nel luglio dello stesso anno ha acquisito un Boeing 737-300 convertito per il trasporto di merci, che in precedenza era in servizio con Air Costa Rica.
A causa delle difficoltà con l'assegnazione di slot presso l'aeroporto internazionale di Città del Messico, la compagnia aerea ha spostato le sue operazioni all'aeroporto di Toluca nel maggio 2017, consentendo una maggiore puntualità negli itinerari e una maggiore efficienza nelle operazioni cargo.

## Flotta
A dicembre 2022 la flotta di TUM AeroCarga è così composta: